# Seznam dílů seriálu Můj přítel Monk
Toto je seznam dílů seriálu Můj přítel Monk.

## Přehled řad
| Řada | Díly | Premiéra v USA    | Premiéra v USA   | Premiéra v ČR   | Premiéra v ČR     |
| Řada | Díly | První díl         | Poslední díl     | První díl       | Poslední díl      |
| ---- | ---- | ----------------- | ---------------- | --------------- | ----------------- |
| 1    | 13   | 12. července 2002 | 18. října 2002   | 11. září 2004   | 11. července 2006 |
| 2    | 16   | 20. června 2003   | 5. března 2004   | 30. ledna 2005  | 15. května 2005   |
| 3    | 16   | 18. června 2004   | 4. března 2005   | 27. května 2007 | 30. září 2007     |
| 4    | 16   | 8. července 2005  | 17. března 2006  | 7. října 2007   | 3. února 2008     |
| 5    | 16   | 7. července 2006  | 2. března 2007   | 10. února 2008  | 9. března 2009    |
| 6    | 16   | 13. července 2007 | 22. února 2008   | 10. března 2009 | 31. března 2009   |
| 7    | 16   | 18. července 2008 | 20. února 2009   | 9. února 2010   | 2. března 2010    |
| 8    | 16   | 7. srpna 2009     | 4. prosince 2009 | 3. března 2010  | 24. března 2010   |

## Seznam dílů

### První řada (2002)
| Pořadí v seriálu | Pořadí v řadě | Původní název                        | Český název                                  | Režie         | Scénář                          | Premiéra v USA    | Premiéra v ČR      |
| ---------------- | ------------- | ------------------------------------ | -------------------------------------------- | ------------- | ------------------------------- | ----------------- | ------------------ |
| 1                | 1             | Mr. Monk and the Candidate (Part 1)  | Pan Monk se seznamuje s kandidátem (1. část) | Andy Breckman | Dean Parisot                    | 12. července 2002 | 11. září 2004      |
| 2                | 2             | Mr. Monk and the Candidate (Part 2)  | Pan Monk se seznamuje s kandidátem (2. část) | Andy Breckman | Dean Parisot                    | 12. července 2002 | 11. září 2004      |
| 3                | 3             | Mr. Monk and the Psychic             | Pan Monk a psychotronička                    | Kevin Inch    | John Romano                     | 19. července 2002 | 18. září 2004      |
| 4                | 4             | Mr. Monk Meets Dale the Whale        | Pan Monk a obr Dale                          | Rob Thompson  | Andy Breckman                   | 26. července 2002 | 25. září 2004      |
| 5                | 5             | Mr. Monk Goes to the Carnival        | Pan Monk v lunaparku                         | Randall Zisk  | Siobhan Byrne O'Connor          | 2. srpna 2002     | 2. října 2004      |
| 6                | 6             | Mr. Monk Goes to the Asylum          | Pan Monk jde do blázince                     | Nick Marsh    | David Breckman a Tom Scharpling | 9. srpna 2002     | 9. října 2004      |
| 7                | 7             | Mr. Monk and the Billionaire Mugger  | Pan Monk a miliardářský lupič                | Stephen Cragg | Timothy J. Lea                  | 16. srpna 2002    | 16. října 2004     |
| 8                | 8             | Mr. Monk and the Other Woman         | Pan Monk a ta druhá                          | Adam Arkin    | David M. Stern                  | 23. srpna 2002    | 23. října 2004     |
| 9                | 9             | Mr. Monk and the Marathon Man        | Pan Monk a maratonec                         | Adam Davidson | Mitch Markowitz                 | 13. září 2002     | 30. října 2004     |
| 10               | 10            | Mr. Monk Takes a Vacation            | Pan Monk na dovolené                         | Kevin Inch    | Hy Conrad                       | 20. září 2002     | 9. ledna 2005      |
| 11               | 11            | Mr. Monk and the Earthquake          | Pan Monk a zemětřesení                       | Adam Shankman | David Breckman a Tom Scharpling | 4. října 2002     | 16. ledna 2005     |
| 12               | 12            | Mr. Monk and the Red-Headed Stranger | Pan Monk a rusovlasý cizinec                 | Milan Cheylov | Andy Breckman a Tom Scharpling  | 11. října 2002    | 23. ledna 2005     |
| 13               | 13            | Mr. Monk and the Airplane            | Pan Monk a letadlo                           | Rob Thompson  | David M. Stern                  | 18. října 2002    | 11. července 2006? |

### Druhá řada (2003–2004)
| Pořadí v seriálu | Pořadí v řadě | Původní název                       | Český název                       | Režie                | Scénář                           | Premiéra v USA    | Premiéra v ČR   |
| ---------------- | ------------- | ----------------------------------- | --------------------------------- | -------------------- | -------------------------------- | ----------------- | --------------- |
| 14               | 1             | Mr. Monk Goes Back to School        | Pan Monk se vrací do školy        | Randy Zisk           | David Breckman a Rick Kronberg   | 20. června 2003   | 30. ledna 2005  |
| 15               | 2             | Mr. Monk Goes to Mexico             | Pan Monk jede do Mexika           | Ron Underwood        | Lee Goldberg a William Rabkin    | 27. června 2003   | 6. února 2005   |
| 16               | 3             | Mr. Monk Goes to the Ballgame       | Pan Monk jde na baseball          | Michael Alan Spiller | Hy Conrad                        | 11. července 2003 | 13. února 2005  |
| 17               | 4             | Mr. Monk Goes to the Circus         | Pan Monk jde do cirkusu           | Randy Zisk           | James Krieg                      | 18. července 2003 | 20. února 2005  |
| 18               | 5             | Mr. Monk and the Very, Very Old Man | Pan Monk a velmi, velmi starý muž | Lawrence Trilling    | Daniel Dratch                    | 25. července 2003 | 27. února 2005  |
| 19               | 6             | Mr. Monk Goes to the Theater        | Pan Monk jde do divadla           | Ron Underwood        | Wendy Mass a Stu Levine          | 1. srpna 2003     | 6. března 2005  |
| 20               | 7             | Mr. Monk and the Sleeping Suspect   | Pan Monk a spící podezřelý        | Jerry Levine         | Karl Schaefer                    | 8. srpna 2003     | 13. března 2005 |
| 21               | 8             | Mr. Monk Meets the Playboy          | Pan Monk se střetne s playboyem   | Tom DiCillo          | James Krieg                      | 15. srpna 2003    | 20. března 2005 |
| 22               | 9             | Mr. Monk and the 12th Man           | Pan Monk a dvanáctý muž           | Michael Zinberg      | Michael Angeli                   | 22. srpna 2003    | 27. března 2005 |
| 23               | 10            | Mr. Monk and the Paperboy           | Pan Monk a kluk s novinami        | Michael Fresco       | David Breckman a Hy Conrad       | 16. ledna 2004    | 3. dubna 2005   |
| 24               | 11            | Mr. Monk and the Three Pies         | Pan Monk a tři koláče             | Randy Zisk           | Tom Scharpling a Daniel Dratch   | 23. ledna 2004    | 10. dubna 2005  |
| 25               | 12            | Mr. Monk and the T.V. Star          | Pan Monk a televizní hvězda       | Randy Zisk           | Tom Scharpling                   | 30. ledna 2004    | 17. dubna 2005  |
| 26               | 13            | Mr. Monk and the Missing Granny     | Pan Monk a ztracená babička       | Tony Bill            | Joe Toplyn                       | 6. února 2004     | 24. dubna 2005  |
| 27               | 14            | Mr. Monk and the Captain's Wife     | Pan Monk a kapitánova žena        | Jerry Levine         | Andy Breckman a Elizabeth Landau | 13. února 2004    | 1. května 2005  |
| 28               | 15            | Mr. Monk Gets Married               | Pan Monk se ožení                 | Craig Zisk           | David Breckman                   | 27. února 2004    | 8. května 2005  |
| 29               | 16            | Mr. Monk Goes to Jail               | Pan Monk jde do vězení            | Jerry Levine         | Chris Manheim                    | 5. března 2004    | 15. května 2005 |

### Třetí řada (2004–2005)
| Pořadí v seriálu | Pořadí v řadě | Původní název                          | Český název                                     | Režie               | Scénář                          | Premiéra v USA    | Premiéra v ČR     |
| ---------------- | ------------- | -------------------------------------- | ----------------------------------------------- | ------------------- | ------------------------------- | ----------------- | ----------------- |
| 30               | 1             | Mr. Monk Takes Manhattan               | Pan Monk bere útokem Manhattan                  | Randy Zisk          | Andy Breckman                   | 18. června 2004   | 27. května 2007   |
| 31               | 2             | Mr. Monk and the Panic Room            | Pan Monk a bezpečný úkryt                       | Jerry Levine        | David Breckman a Joe Toplyn     | 25. června 2004   | 3. června 2007    |
| 32               | 3             | Mr. Monk and the Blackout              | Pan Monk a výpadek proudu                       | Michael Zinberg     | Daniel Dratch a Hy Conrad       | 9. července 2004  | 10. června 2007   |
| 33               | 4             | Mr. Monk Gets Fired                    | Pan Monk má padáka                              | Andre Belgrader     | Peter Wolk                      | 16. července 2004 | 17. června 2007   |
| 34               | 5             | Mr. Monk Meets the Godfather           | Pan Monk se setkává s kmotrem                   | Michael Zinberg     | Lee Goldberg a William Rabkin   | 23. července 2004 | 24. června 2007   |
| 35               | 6             | Mr. Monk and the Girl Who Cried Wolf   | Pan Monk a dívka, která dělala zbytečný poplach | Jerry Levine        | Hy Conrad                       | 30. července 2004 | 1. července 2007  |
| 36               | 7             | Mr. Monk and the Employee of the Month | Pan Monk a zaměstnanec měsíce                   | Scott Foley         | Ross Abrash                     | 6. srpna 2004     | 8. července 2007  |
| 37               | 8             | Mr. Monk and the Game Show             | Pan Monk a televizní soutěž                     | Randy Zisk          | Daniel Dratch                   | 13. srpna 2004    | 15. července 2007 |
| 28               | 9             | Mr. Monk Takes His Medicine            | Pan Monk začal brát léky                        | Randy Zisk          | Tom Scharpling a Chuck Sklar    | 20. srpna 2004    | 22. července 2007 |
| 39               | 10            | Mr. Monk and the Red Herring           | Pan Monk je na falešné stopě                    | Randy Zisk          | Andy Breckman                   | 21. ledna 2005    | 12. srpna 2007    |
| 40               | 11            | Mr. Monk vs. the Cobra                 | Pan Monk versus kobra                           | Anthony R. Palmieri | Joe Toplyn                      | 28. ledna 2005    | 19. srpna 2007    |
| 41               | 12            | Mr. Monk Gets Cabin Fever              | Pan Monk je v izolaci                           | Jerry Levine        | Hy Conrad                       | 4. února 2005     | 2. září 2007      |
| 42               | 13            | Mr. Monk Gets Stuck in Traffic         | Pan Monk v dopravní zácpě                       | Jerry Levine        | Tom Scharpling a Joe Toplyn     | 11. února 2005    | 9. září 2007      |
| 43               | 14            | Mr. Monk Goes to Vegas                 | Pan Monk míří do Las Vegas                      | Randy Zisk          | Tom Scharpling a David Breckman | 18. února 2005    | 16. září 2007     |
| 44               | 15            | Mr. Monk and the Election              | Pan Monk jde k volbám                           | Allison Liddi-Brown | Nell Scovell                    | 25. února 2005    | 23. září 2007     |
| 45               | 16            | Mr. Monk and the Kid                   | Pan Monk a malý chlapec                         | Andre Belgrader     | Tom Scharpling                  | 4. března 2005    | 30. září 2007     |

### Čtvrtá řada (2005–2006)
| Pořadí v seriálu | Pořadí v řadě | Původní název                       | Český název                      | Režie               | Scénář                         | Premiéra v USA    | Premiéra v ČR      |
| ---------------- | ------------- | ----------------------------------- | -------------------------------- | ------------------- | ------------------------------ | ----------------- | ------------------ |
| 46               | 1             | Mr. Monk and the Other Detective    | Pan Monk a druhý detektiv        | Eric Laneuville     | Hy Conrad                      | 8. července 2005  | 7. října 2007      |
| 47               | 2             | Mr. Monk Goes Home Again            | Pan Monk jde opět domů           | Randy Zisk          | Tom Scharpling                 | 15. července 2005 | 14. října 2007     |
| 48               | 3             | Mr. Monk Stays in Bed               | Pan Monk zůstává ležet           | Philip Casnoff      | Hy Conrad                      | 22. července 2005 | 21. října 2007     |
| 49               | 4             | Mr. Monk Goes to the Office         | Pan Monk jde do kanceláře        | Jerry Levine        | Nell Scovell                   | 29. července 2005 | 28. října 2007     |
| 50               | 5             | Mr. Monk Gets Drunk                 | Pan Monk se opíjí                | Andre Belgrader     | Daniel Dratch                  | 5. srpna 2005     | 4. listopadu 2007  |
| 51               | 6             | Mr. Monk and Mrs. Monk              | Pan Monk a paní Monková          | Randy Zisk          | David Breckman                 | 12. srpna 2005    | 11. listopadu 2007 |
| 52               | 7             | Mr. Monk Goes to a Wedding          | Pan Monk jde na svatbu           | Anthony R. Palmieri | Liz Sagal                      | 19. srpna 2005    | 18. listopadu 2007 |
| 53               | 8             | Mr. Monk and Little Monk            | Pan Monk a malý Monk             | Robert Singer       | Joe Toplyn                     | 26. srpna 2005    | 25. listopadu 2007 |
| 54               | 9             | Mr. Monk and the Secret Santa       | Pan Monk a tajný Santa           | Jerry Levine        | David Breckman                 | 2. prosince 2005  | 9. prosince 2007   |
| 55               | 10            | Mr. Monk Goes to a Fashion Show     | Pan Monk jde na módní přehlídku  | Randy Zisk          | Jonathan Collier               | 13. ledna 2006    | 16. prosince 2007  |
| 56               | 11            | Mr. Monk Bumps His Head             | Jak se pan Monk uhodil do hlavy  | Stephen Surjik      | Andy Breckman                  | 20. ledna 2006    | 23. prosince 2007  |
| 57               | 12            | Mr. Monk and the Captain's Marriage | Pan Monk a kapitánovo manželství | Philip Casnoff      | Jack Bernstein                 | 27. ledna 2006    | 6. ledna 2008      |
| 58               | 13            | Mr. Monk and the Big Reward         | Pan Monk a vysoká odměna         | Randy Zisk          | Tom Scharpling a Daniel Dratch | 3. února 2006     | 13. ledna 2008     |
| 59               | 14            | Mr. Monk and the Astronaut          | Pan Monk a astronaut             | Randy Zisk          | David Breckman a Joe Toplyn    | 3. března 2006    | 20. ledna 2008     |
| 60               | 15            | Mr. Monk Goes to the Dentist        | Pan Monk u zubaře                | Jefery Levy         | Daniel Dratch a Joe Toplyn     | 10. března 2006   | 27. ledna 2008     |
| 61               | 16            | Mr. Monk Gets Jury Duty             | Pan Monk členem poroty           | Andre Belgrader     | Peter Wolk                     | 17. března 2006   | 3. února 2008      |

### Pátá řada (2006–2007)
| Pořadí v seriálu | Pořadí v řadě | Původní název                            | Český název                             | Režie               | Scénář                         | Premiéra v USA     | Premiéra v ČR  |
| ---------------- | ------------- | ---------------------------------------- | --------------------------------------- | ------------------- | ------------------------------ | ------------------ | -------------- |
| 62               | 1             | Mr. Monk and the Actor                   | Pan Monk a herec                        | Randy Zisk          | Hy Conrad a Joe Toplyn         | 7. července 2006   | 10. února 2008 |
| 63               | 2             | Mr. Monk and the Garbage Strike          | Pan Monk a stávka popelářů              | Jerry Levine        | Andy Breckman a Daniel Gaeta   | 14. července 2006  | 17. února 2008 |
| 64               | 3             | Mr. Monk and the Big Game                | Pan Monk a velký zápas                  | Chris Long          | Jack Bernstein                 | 21. července 2006  | 24. února 2008 |
| 65               | 4             | Mr. Monk Can't See a Thing               | Pan Monk nevidí                         | Stephen Surjik      | Lee Goldberg a William Rabkin  | 28. července 2006  | 19. února 2009 |
| 66               | 5             | Mr. Monk, Private Eye                    | Pan Monk, soukromý detektiv             | Peter Weller        | Tom Scharpling a Daniel Gaeta  | 4. srpna 2006      | 20. února 2009 |
| 67               | 6             | Mr. Monk and the Class Reunion           | Pan Monk na kolejním srazu              | David Grossman      | Daniel Dratch                  | 11. srpna 2006     | 23. února 2009 |
| 68               | 7             | Mr. Monk Gets a New Shrink               | Pan Monk má nového psychiatra           | Andre Belgrader     | Hy Conrad                      | 18. srpna 2006     | 24. února 2009 |
| 69               | 8             | Mr. Monk Goes to a Rock Concert          | Pan Monk jde na rockový koncert         | Randy Zisk          | Blair Singer                   | 25. srpna 2006     | 25. února 2009 |
| 70               | 9             | Mr. Monk Meets His Dad                   | Pan Monk se setkává s otcem             | Jerry Levine        | Tom Scharpling a Daniel Dratch | 17. listopadu 2006 | 26. února 2009 |
| 71               | 10            | Mr. Monk and the Leper                   | Pan Monk a malomocný muž                | Randy Zisk          | Charles Evered                 | 22. prosince 2006  | 27. února 2009 |
| 72               | 11            | Mr. Monk Makes A Friend                  | Pan Monk má přítele                     | Randy Zisk          | Andy Breckman a Daniel Gaeta   | 19. ledna 2007     | 2. března 2009 |
| 73               | 12            | Mr. Monk Is At Your Service              | Pan Monk je vám k službám               | Anton Cropper       | Rob LaZebnik                   | 26. ledna 2007     | 3. března 2009 |
| 74               | 13            | Mr. Monk Is On The Air                   | Pan Monk je ve vysílání                 | Mike Listo          | Josh Siegal a Dylan Morgan     | 2. února 2007      | 4. března 2009 |
| 75               | 14            | Mr. Monk Visits a Farm                   | Pan Monk navštěvuje farmu               | Andre Belgrader     | David Breckman                 | 9. února 2007      | 5. března 2009 |
| 76               | 15            | Mr. Monk and the Really, Really Dead Guy | Pan Monk a opravdu, opravdu mrtvý chlap | Anthony R. Palmieri | Joe Toplyn                     | 23. února 2007     | 6. března 2009 |
| 77               | 16            | Mr. Monk Goes to the Hospital            | Pan Monk jde do nemocnice               | Wendey Stanzler     | Jonathan Collier               | 2. března 2007     | 9. března 2009 |

### Šestá řada (2007–2008)
| Pořadí v seriálu | Pořadí v řadě | Původní název                       | Český název                                  | Režie              | Scénář                        | Premiéra v USA    | Premiéra v ČR   |
| ---------------- | ------------- | ----------------------------------- | -------------------------------------------- | ------------------ | ----------------------------- | ----------------- | --------------- |
| 78               | 1             | Mr. Monk and His Biggest Fan        | Pan Monk a jeho fanynka                      | Randy Zisk         | Andy Breckman                 | 13. července 2007 | 10. března 2009 |
| 79               | 2             | Mr. Monk and the Rapper             | Pan Monk a raper                             | Paris Barclay      | Daniel Dratch                 | 20. července 2007 | 11. března 2009 |
| 80               | 3             | Mr. Monk and the Naked Man          | Pan Monk a nudista                           | Randy Zisk         | Tom Gammill a Max Pross       | 27. července 2007 | 12. března 2009 |
| 81               | 4             | Mr. Monk and the Bad Girlfriend     | Pan Monk a špatná přítelkyně                 | Wendey Stanzler    | Joe Toplyn                    | 3. srpna 2007     | 13. března 2009 |
| 82               | 5             | Mr. Monk and the Birds and the Bees | Pan Monk pomáhá s výchovou                   | Michael W. Watkins | Peter Wolk                    | 10. srpna 2007    | 16. března 2009 |
| 83               | 6             | Mr. Monk and the Buried Treasure    | Pan Monk a zakopaný poklad                   | Sam Weisman        | Jonathan Collier              | 17. srpna 2007    | 17. března 2009 |
| 84               | 7             | Mr. Monk and the Daredevil          | Pan Monk a odvážlivec                        | Jonathan Collier   | Alan Zweibel                  | 24. srpna 2007    | 18. března 2009 |
| 85               | 8             | Mr. Monk and the Wrong Man          | Pan Monk a nesprávný člověk                  | Anton Cropper      | Salvatore Savo                | 7. září 2007      | 19. března 2009 |
| 86               | 9             | Mr. Monk Stays Up All Night         | Pan Monk nemůže v noci spát                  | Randy Zisk         | David Breckman                | 14. září 2007     | 20. března 2009 |
| 87               | 10            | Mr. Monk and the Man Who Shot Santa | Pan Monk a muž, který postřelil Santa Clause | Randy Zisk         | Daniel Schofield a Ben Gruber | 7. prosince 2007  | 23. března 2009 |
| 88               | 11            | Mr. Monk Joins a Cult               | Pan Monk vstupuje do sekty                   | Anton Cropper      | Josh Siegal a Dylan Morgan    | 11. ledna 2008    | 24. března 2009 |
| 89               | 12            | Mr. Monk Goes to the Bank           | Pan Monk jde do banky                        | Michael W. Watkins | Hy Conrad                     | 18. ledna 2008    | 25. března 2009 |
| 90               | 13            | Mr. Monk and the Three Julies       | Pan Monk a tři Julie                         | David Breckman     | Tom Scharpling a Joe Toplyn   | 25. ledna 2008    | 26. března 2009 |
| 91               | 14            | Mr. Monk Paints His Masterpiece     | Pan Monk a jeho mistrovské dílo              | Andre Belgrader    | Jon Wurster                   | 1. února 2008     | 27. března 2009 |
| 92               | 15            | Mr. Monk Is on the Run (Part 1)     | Pan Monk je na útěku (1. část)               | Randy Zisk         | Tom Scharpling                | 15. února 2008    | 30. března 2009 |
| 93               | 16            | Mr. Monk Is on the Run (Part 2)     | Pan Monk je na útěku (2. část)               | Randy Zisk         | Hy Conrad a Daniel Dratch     | 22. února 2008    | 31. března 2009 |

### Sedmá řada (2008–2009)
| Pořadí v seriálu | Pořadí v řadě | Původní název                   | Český název                        | Režie              | Scénář                                     | Premiéra v USA     | Premiéra v ČR  |
| ---------------- | ------------- | ------------------------------- | ---------------------------------- | ------------------ | ------------------------------------------ | ------------------ | -------------- |
| 94               | 1             | Mr. Monk Buys A House           | Pan Monk kupuje dům                | Randy Zisk         | Andy Breckman a Anthony Maranville         | 18. července 2008  | 9. února 2010  |
| 95               | 2             | Mr. Monk and the Genius         | Pan Monk a génius                  | Michael W. Watkins | Joe Toplyn                                 | 25. července 2008  | 10. února 2010 |
| 96               | 3             | Mr. Monk Gets Lotto Fever       | Pan Monk dostává loterijní horečku | Michael Zinberg    | Hy Conrad                                  | 1. srpna 2008      | 11. února 2010 |
| 97               | 4             | Mr. Monk Takes a Punch          | Pan Monk si vylepšuje kondici      | Barnet Kellman     | Salvatore Savo                             | 8. srpna 2008      | 12. února 2010 |
| 98               | 5             | Mr. Monk Is Underwater          | Pan Monk je pod vodou              | Paris Barclay      | Jack Bernstein                             | 15. srpna 2008     | 15. února 2010 |
| 99               | 6             | Mr. Monk Falls In Love          | Pan Monk se zamiluje               | Arlene Sanford     | Josh Siegal a Dylan Morgan                 | 22. srpna 2008     | 16. února 2010 |
| 100              | 7             | Mr. Monk's 100th Case           | Pan Monk řeší stý případ           | Randy Zisk         | Tom Scharpling                             | 5. září 2008       | 17. února 2010 |
| 101              | 8             | Mr. Monk Gets Hypnotized        | Pan Monk je zhypnotizován          | Michael W. Watkins | Tom Gammill a Max Pross                    | 12. září 2008      | 18. února 2010 |
| 102              | 9             | Mr. Monk and the Miracle        | Pan Monk a zázrak                  | Andre Belgrader    | Peter Wolk                                 | 28. listopadu 2008 | 19. února 2010 |
| 103              | 10            | Mr. Monk and the Other Brother  | Druhý bratr pan Monka              | David Hoberman     | David Breckman                             | 9. ledna 2009      | 22. února 2010 |
| 104              | 11            | Mr. Monk On Wheels              | Pan Monk na vozíčku                | Anton Cropper      | Nell Scovell                               | 16. ledna 2009     | 23. února 2010 |
| 105              | 12            | Mr. Monk and the Lady Next Door | Pan Monk a dáma od vedle           | Tawnia McKiernan   | Hy Conrad a Joe Toplyn                     | 23. ledna 2009     | 24. února 2010 |
| 106              | 13            | Mr. Monk Makes the Playoffs     | Pan Monk rozhoduje zápasy playoff  | Randy Zisk         | Josh Siegal a Dylan Morgan                 | 30. ledna 2009     | 25. února 2010 |
| 107              | 14            | Mr. Monk and the Bully          | Pan Monk a tyran                   | David Breckman     | Joe Ventura                                | 6. února 2009      | 26. února 2010 |
| 108              | 15            | Mr. Monk and the Magician       | Pan Monk a kouzelník               | Randy Zisk         | Andy Breckman                              | 13. února 2009     | 1. března 2010 |
| 109              | 16            | Mr. Monk Fights City Hall       | Pan Monk bojuje s radnicí          | Chuck Parker       | Tom Scharpling, Josh Siegal a Dylan Morgan | 20. února 2009     | 2. března 2010 |

### Osmá řada (2009)
| Pořadí v seriálu | Pořadí v řadě | Původní název                  | Český název                   | Režie            | Scénář                                 | Premiéra v USA     | Premiéra v ČR   |
| ---------------- | ------------- | ------------------------------ | ----------------------------- | ---------------- | -------------------------------------- | ------------------ | --------------- |
| 110              | 1             | Mr. Monk's Favorite Show       | Oblíbený seriál pana Monka    | Randy Zisk       | Jack Bernstein                         | 7. srpna 2009      | 3. března 2010  |
| 111              | 2             | Mr. Monk and the Foreign Man   | Pan Monk a cizinec            | David Grossman   | David Breckman a Justin Brenneman      | 14. srpna 2009     | 4. března 2010  |
| 112              | 3             | Mr. Monk and the UFO           | Pan Monk a UFO                | Kevin Hooks      | Michael Angeli                         | 21. srpna 2009     | 5. března 2010  |
| 113              | 4             | Mr. Monk Is Someone Else       | Pan Monk je někdo jiný        | Randy Zisk       | Salvatore Savo                         | 28. srpna 2009     | 8. března 2010  |
| 114              | 5             | Mr. Monk Takes the Stand       | Pan Monk svědčí u soudu       | Mary Lou Belli   | Josh Siegal a Dylan Morgan             | 11. září 2009      | 9. března 2010  |
| 115              | 6             | Mr. Monk and the Critic        | Pan Monk a kritik             | Jerry Levine     | Hy Conrad                              | 18. září 2009      | 10. března 2010 |
| 116              | 7             | Mr. Monk and the Voodoo Curse  | Pan Monk a kletba voodoo      | Andre Belgrader  | Joe Toplyn                             | 25. září 2009      | 11. března 2010 |
| 117              | 8             | Mr. Monk Goes to Group Therapy | Pan Monk na skupinové terapii | Anton Cropper    | Joe Ventura                            | 9. října 2009      | 12. března 2010 |
| 118              | 9             | Happy Birthday, Mr. Monk       | Všechno nejlepší, pane Monku  | Tawnia McKiernan | Peter Wolk                             | 16. října 2009     | 15. března 2010 |
| 119              | 10            | Mr. Monk and Sharona           | Pan Monk a Sharona            | Randy Zisk       | Tom Scharpling                         | 23. října 2009     | 16. března 2010 |
| 120              | 11            | Mr. Monk and the Dog           | Pan Monk a pes                | David Breckman   | Beth Armogida                          | 30. října 2009     | 17. března 2010 |
| 121              | 12            | Mr. Monk Goes Camping          | Pan Monk jede tábořit         | Joe Pennella     | Tom Gammill a Max Pross                | 6. listopadu 2009  | 18. března 2010 |
| 122              | 13            | Mr. Monk Is the Best Man       | Pan Monk svědkem na svatbě    | Michael Zinberg  | Joe Toplyn, Josh Siegal a Dylan Morgan | 13. listopadu 2009 | 19. března 2010 |
| 123              | 14            | Mr. Monk and the Badge         | Pan Monk a policejní odznak   | Dean Parisot     | Tom Scharpling a Hy Conrad             | 20. listopadu 2009 | 22. března 2010 |
| 124              | 15            | Mr. Monk and the End (Part 1)  | Pan Monk a konec (1. část)    | Randy Zisk       | Andy Breckman                          | 27. listopadu 2009 | 23. března 2010 |
| 125              | 16            | Mr. Monk and the End (Part 2)  | Pan Monk a konec (2. část)    | Randy Zisk       | Andy Breckman                          | 4. prosince 2009   | 24. března 2010 |